# Robert Miano
Robert Miano (New York, 1942. szeptember 25. –) amerikai színész.

## Életrajza
Robert Miano az USA-beli New Yorkban született 1942 szeptember 25.-én.
15 éves korában énekesként kezdte karrierjét, amikor egy tehetségkutató ügynök énekelni hallotta őt egy doo-wop csoportban egy bronxi utcasarkon.
Évekkel később, mint rock énekes sikeresen szerepelt egy musical-ben a Stratford Shakespeare-fesztiválon Ontarioban, Kanadában. Ezt követően utazott Európába.  Miano a következő években énekléssel és gitározással kereste kenyerét; játszott az utcán, az éttermekben és bárokban, ahol megtalálta a közönség.

## Karrierje
Miano filmes karrierjét 1972-ben New Yorkban kezdte, ekkor talált rá Michael Winner rendező. Nem sokkal később, Howard Koch rendező, ismerve Miano énekesi karrierjét, felajánlott Robertnek egy szerepet a Badge 373 Duvall-filmben.
Miano Los Angelesbe költözött, és a következő 30 évben, több mint 100 játékfilmben és számos televíziós műsorban szerepelt mint karakter színész. Ő talán a legismertebb és legtöbbször játszott gengszter karakter.

## Fontosabb szerepei
- Álom Wagon (befejezett) (2015)
- A Vegyész (utómunka) - Joey (2015)
- A Zöld Tündér (utómunka) - Schwyzerdutsch (2015)
- Kincskereső Massacre (bejelentett) - Stan Robins (2015)
- A két Pamelas (befejezett) - Detective Galento (2013)
- Ha azt mondom, meg kell ölnöm You (befejezett) (2011)
- David & Fatima - Dr. Levi (2008)
- A divat áldozata - Gianni Versace (2008)
- Sárkányok háborúja - Azmath (2000)
- Walker, a Texasi Kopó (tv-sorozat) - Clint Redman (2000)
- Bérgyilkos nyomában - Dominic Catania  (1999)
- Hijack - John Gathers (1999)
- Acapulco akciócsoport (tv-sorozat) - Tully Sims  (1999)

- Code Name: The Stolen Leg (1999) ... Tully Sims
- Halálos páros (tv-sorozat) - Alfredo Matessa (1999)

- Armageddon (1999) ... Alfredo Matessa
- Danny az angolna (1999) ... Alfredo Matessa
- Feltétlen szeretet - Harry Peskel (1999)
- halálra szerződve - Visconti (1998)
- Az Echo Park-i gyilkos - Ben (1998)
- Megfizetsz! - Volanta (1998)
- Az átverés törvénye - Raymond Kelsey (1997)
- Fedőneve: Donnie Brasco - Sonny Red (1997)
- Caroline New Yorkban (tv-sorozat) - Pauly Brown (1996)

- Caroline és a Gift (1996) ... Pauly Brown
- Az Őrangyal (Videó) - David  (1994)
- Nincs menekvés, nincs visszaút - Larry (1993)
- Taxi Dancers - Miguelito (1993)
- Felfedezőúton a Delta lovagok (Videó) - Tömjén Merchant (1993)
- A halál ideje - Lt. Eddie Martin  (1991)
- Előnye és hátránya (tv-sorozat) - Burns (1991)

- Tűz és jég (1991) ... Burns
- 1991 Kicsi kocsi Hollywoodban - Omar (1991)
- Superboy (tv-sorozat) - Garrett Waters (1991)

- Kívánj Armageddon (1991) ... Garrett Waters
- Kék sivatag - William Karp  (1991)
- Matlock (tv-sorozat) - Ken Groman / William Hodges

- A Brothers (1990) ... Ken Groman / William Hodges
- Gyilkos AZ esőben - Allenby (1990)
- Kínai lány - Enrico Perito (1987)
- Az utolsó lovag (tv-sorozat) - Chaffee (1987)

- A sorok között olvasni (1987) ... Chaffee
- Hunter (tv-sorozat) - Karl (1987)

- Egyenesen a Heart (1987) ... Karl
- A szupercsapat (tv-sorozat) (1986)
- MacGyver (tv-sorozat) - Fekete (1985)

- Cél MacGyver (1985) ... Fekete
- Tűzgyújtó - Blinded Agent (1984)
- Barnaby Jones (tv-sorozat) - Hit-Man  (1980)
- San Francisco utcáin (tv-sorozat) - Joey Lucero (1976)
- Bosszúvágy - Mugger (1974)
- Szolgálaton kívül  (1973) - Sweet William's Hood
- General Hospital (tv-sorozat) (1963)

## További információ
- Robert Miano a PORT.hu-n (magyarul)
- Robert Miano az Internetes Szinkronadatbázisban (magyarul)
- Robert Miano az Internet Movie Database-ben (angolul)
- Robert Miano a Rotten Tomatoeson (angolul)